# إدي غليسون
إدي غليسون (بالإنجليزية: Eddie Gleeson)‏ هو لاعب قذف أيرلندي، ولد في 1920 في ثورلز ‏ في جمهورية أيرلندا.